# Берёза киргизская

Берёза киргизская (лат. Betula kirghisorum) — вид растений рода Берёза (Betula) семейства Берёзовые (Betulaceae).

## Распространение и экология
В природе ареал вида охватывает район между Аральским и Каспийским морями. Эндемик.
Произрастает среди сосновых боров.

## Ботаническое описание
Невысокое дерево с грязнобелой корой и рыхлой кроной. Ветви прямо или косо вверх стоячие, не поникающие; молодые ветви серовато-красно-бурые или красно-бурые.
Листья яйцевидные или яйцевидно-овальные, длиной 2,7—6,5 см, шириной 1,3—4,4 см, наиболее широкие по середине или несколько ниже её, с клиновидным основанием, на конце заострённые, равномерно двояко пильчатые, с выступающими снизу толстыми, бурыми жилками, на опушённых черешках длиной 0,7—1,7 см.
Плодущие серёжки длиной 1,2—2,3 см, диаметром 0,4—0,8 см, косо вверх стоячие. Прицветные чешуйки жёсткие, опушённые.
Орешки обратнояйцевидные, крылышки уже орешка или, реже, равны ему.
Цветение в мае.

## Таксономия
Вид Берёза киргизская входит в род Берёза (Betula) подсемейства Берёзовые (Betuloideae) семейства Берёзовые (Betulaceae) порядка Букоцветные (Fagales).
|  |                                      |  |                                                             |                                                             |                     |  | ещё 7 семейств (согласно Системе APG II) | ещё 7 семейств (согласно Системе APG II)                   |                                                            |  |  |  | ещё 1—2 рода        | ещё 1—2 рода          |  |  |
|  |                                      |  |                                                             |                                                             |                     |  | ещё 7 семейств (согласно Системе APG II) | ещё 7 семейств (согласно Системе APG II)                   |                                                            |  |  |  | ещё 1—2 рода        | ещё 1—2 рода          |  |  |
|  |                                      |  |                                                             | порядок Букоцветные                                         |                     |  |                                          |                                                            | подсемейство Берёзовые                                     |  |  |  |                     | вид Берёза киргизская |  |  |
|  |                                      |  |                                                             | порядок Букоцветные                                         |                     |  |                                          |                                                            | подсемейство Берёзовые                                     |  |  |  |                     | вид Берёза киргизская |  |  |
|  | отдел Цветковые, или Покрытосеменные |  |                                                             |                                                             | семейство Берёзовые |  |                                          |                                                            | род Берёза                                                 |  |  |  |                     |                       |  |  |
|  | отдел Цветковые, или Покрытосеменные |  |                                                             |                                                             |                     |  |                                          |                                                            |                                                            |  |  |  |                     |                       |  |  |
|  |                                      |  | ещё 44 порядка цветковых растений (согласно Системе APG II) | ещё 44 порядка цветковых растений (согласно Системе APG II) |                     |  |                                          | ещё одно подсемейство, Лещиновые (согласно Системе APG II) | ещё одно подсемейство, Лещиновые (согласно Системе APG II) |  |  |  | ещё более 110 видов |                       |  |  |
|  |                                      |  |                                                             | ещё 44 порядка цветковых растений (согласно Системе APG II) |                     |  |                                          |                                                            | ещё одно подсемейство, Лещиновые (согласно Системе APG II) |  |  |  |                     |                       |  |  |

## Упоминания в искусстве
- В честь казахского названия растения (Кызыл кайын) получил своё название кюй (инструментальная пьеса) казахского народного композитора Курмангазы.